# 후지무라 모토키
후지무라 모토키(藤村元紀, 1987년 - 2006년)는 일본의 살인자이다.

## 인물
범행당시 재학 중이던 야마구치현 슈난(周南) 시(ja) 소재의 도쿠야마공업고등전문학교(ja) 측에 따르면 후지무라는 말이 적은 외에는 두드러진 특징이 없는 평범한 학생이었고, 당시 취업이 결정되어 있는 상태였다고 한다. 또, 해당 학교는 이른바 커트라인이 비교적 높은 학교로, 학업 성적도 일정 이상이었던 셈이다.

## 나카타니 아유미 살해사건
2006년 8월 28일 15시 경, 도쿠야마공업고등전문학교의 한 연구실에서 동교 토목건축공학과 5학년에 재학 중이던 나카타니 아유미(中谷步, 당시 20)가 목이 비닐 끈으로 졸려 살해된 채로 교직원에게 발견되었다.
당시 교내에 있던 것으로 알려진 사람들 중, 후지무라가 평소 통학용으로 타고 다니는 오토바이가 없어졌고, 후지무라가 귀가도 하지 않은 점에서 후지무라가 주요 용의자로 떠올랐다.,

## 사후 처리
9월 7일, 사건현장에서 5km가량 떨어진 구다마쓰(下松) 시(ja)의 산길에서 후지무라의 오토바이가 발견되었고, 오토바이에서 수십 미터 떨어진 곳에 목을 매달아 죽은 후지무라의 사체가 발견되었다. 발견 당시 후지무라의 사체는 부패가 상당히 진행되어 일부 백골화된 상태로, 사건 직후 도주하여 자살한 것으로 추정되었다.
경찰은 10월 31일, 용의자 사망 상태로 후지무라를 불구속기소처리했다. 경찰은 후지무라가 사건 전날 나카타니와 만날 약속을 했고, 자택에서 비닐 끈을 가지고 나갔다는 점 등을 들어 후지무라에게 계획적인 살해 의도가 있었다고 단정했다.

## 이름의 보도
후지무라는 범행 후 주요 용의자로 지목되어 지명수배되었으나, 범행 당시 일본의 법률상 미성년자라는 점으로 인해 수배가 되고도 신상명세나 인상착의 등이 공개되지 않았다.
그러나 주간 신초가 9월 6일 발매된 9월 14일호에 '도주하여 지명수배되어 있음에도 불구하고 이름이나 인상착의가 공개되어 있지 않음은 이상한 일이며, 이를 공표하는 일이야말로 범인의 자살이나 재범의 방지로 이어질 것'이라고 주장하며 후지무라의 실명과 사진을 실은 기사를 게재했다. 이어 후지무라가 사체로 발견된 후에는 요미우리 신문 등의 일부 중앙일간지가 실명으로 보도하기 시작했다.
한편으로 이에 대해 일본변호사연합회(ja)는 9월 14일 성명을 발표하여 유감을 표시했고, 일부 공립 도서관에서는 해당 신문, 잡지의 열람을 제한하기도 했다. 그러나 정작 사건이 일어난 야마구치 현의 공립 도서관들은 이러한 제한조치를 취하지 않았다.